# Johan Mickwitz
Johan Jacob Mickwitz, född 29 juni 1937 i Helsingfors, död där 22 februari 2002, var en finländsk författare och journalist. Han var far till poeten Peter Mickwitz.
Mickwitz var journalist vid Finska notisbyrån i olika repriser, bland annat som redaktionssekreterare och uppläsare av nyheter i radio. Han hörde även till kretsen kring den radikala tidskriften FBT i mitten av 1960-talet. Han debuterade som samhällskritisk novellist i Oktober (1959), som följdes av en rad diktsamlingar, där han beskrev vardagen i tidstypisk "oren" stil. En allt större illusionslöshet märks i kortromanen Nattvinge (1963), med finstämda skildringar av flanörliv i Helsingfors, och diktböckerna Året ingenting hände (1972) och Bättre tider måste komma (1975). Postumt utgavs När vinden vänder (2003), mörktonad kärleksdikt i åldrandets tecken.

## Verk
- Oktober : noveller. Söderström, Helsingfors 1959
- Vassvinter. Söderström, Helsingfors 1961
- Sandsten : dikter. Söderström, Helsingfors 1962
- Nattvinge : roman. Söderström, Helsingfors 1963
- Uppgörelse. Söderström, Helsingfors 1964
- Fröken ur ville inte komma. Söderström, Helsingfors 1968
- Året ingenting hände : dikter. Söderström, Helsingfors 1972
- Bättre tider måste komma : dikter. Söderström, Helsingfors 1975
- Mera du : dikter. Söderström, Helsingfors 1980
- När vinden vänder : dikter. Söderström, Helsingfors 2003